# Рамирес, Хуан Пабло
Хуа́н Па́бло Рами́рес Вела́скес (исп. Juan Pablo Ramírez Velásquez; род. 23 ноября 1997 года, Рионегро) — колумбийский футболист, полузащитник клуба «Атлетико Насьональ». Выступающий на правах аренды за китайский клуб «Кингдао Вест Кост».

## Клубная карьера
Рамирес начал карьеру в клубе «Леонес Ураба». 11 мая 2014 года в матче против «Реал Сантандер» он дебютировал в колумбийской Примере B. В 2015 году Хуан перешёл в «Атлетико Насьональ». 9 июня в матче против «Атлетико Хуниор» он дебютировал в Кубке Мустанга. 2 июля в поединке против «Альянса Петролера» Рамирес забил свой первый гол за «Атлетико Насьональ». В том же году он завоевал Кубок Колумбии.
Летом 2017 года Рамирес перешёл в «Депортиво Пасто». 15 июля в матче против «Ла Экидад» он дебютировал за новую команду. В этом же поединке Хуан забил свой первый гол за «Депортиво Пасто».

## Международная карьера
В 2017 года Рамирес в составе молодёжной сборной Колумбии принял участие в молодёжного чемпионата Южной Америки в Эквадоре. На турнире он сыграл в матчах против команд Парагвая, Уругвая, Венесуэлы, Аргентины, Бразилии и Эквадора.

## Достижения
Командные
 «Атлетико Насьональ»
- Обладатель Кубка Колумбии — 2016
- Обладатель Кубка Либертадорес — 2016
- Победитель Суперлиги Колумбии — 2016